# Liste der Straßen und Plätze in Kiel/J

## Ja

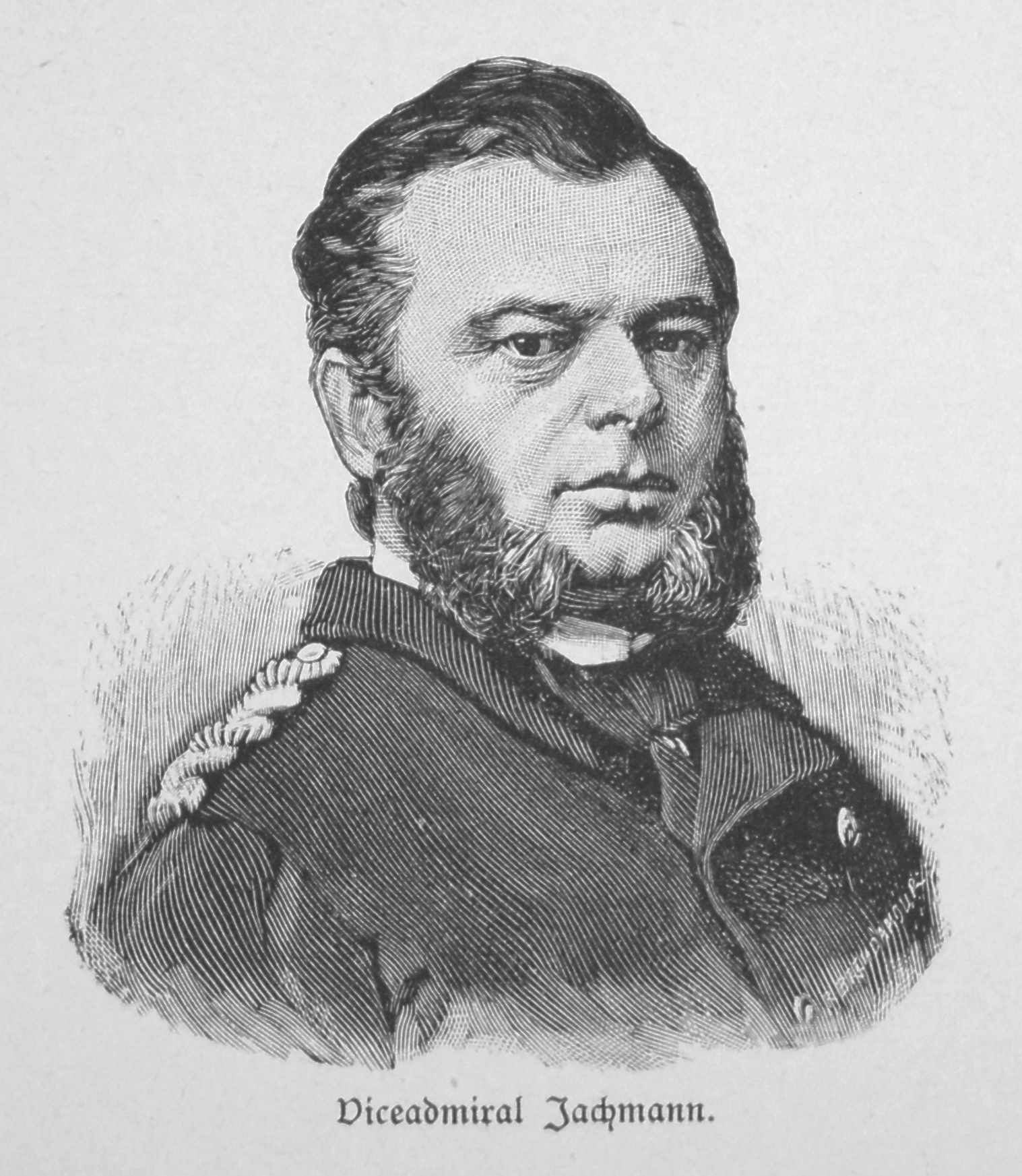
Vizeadmiral Jachmann

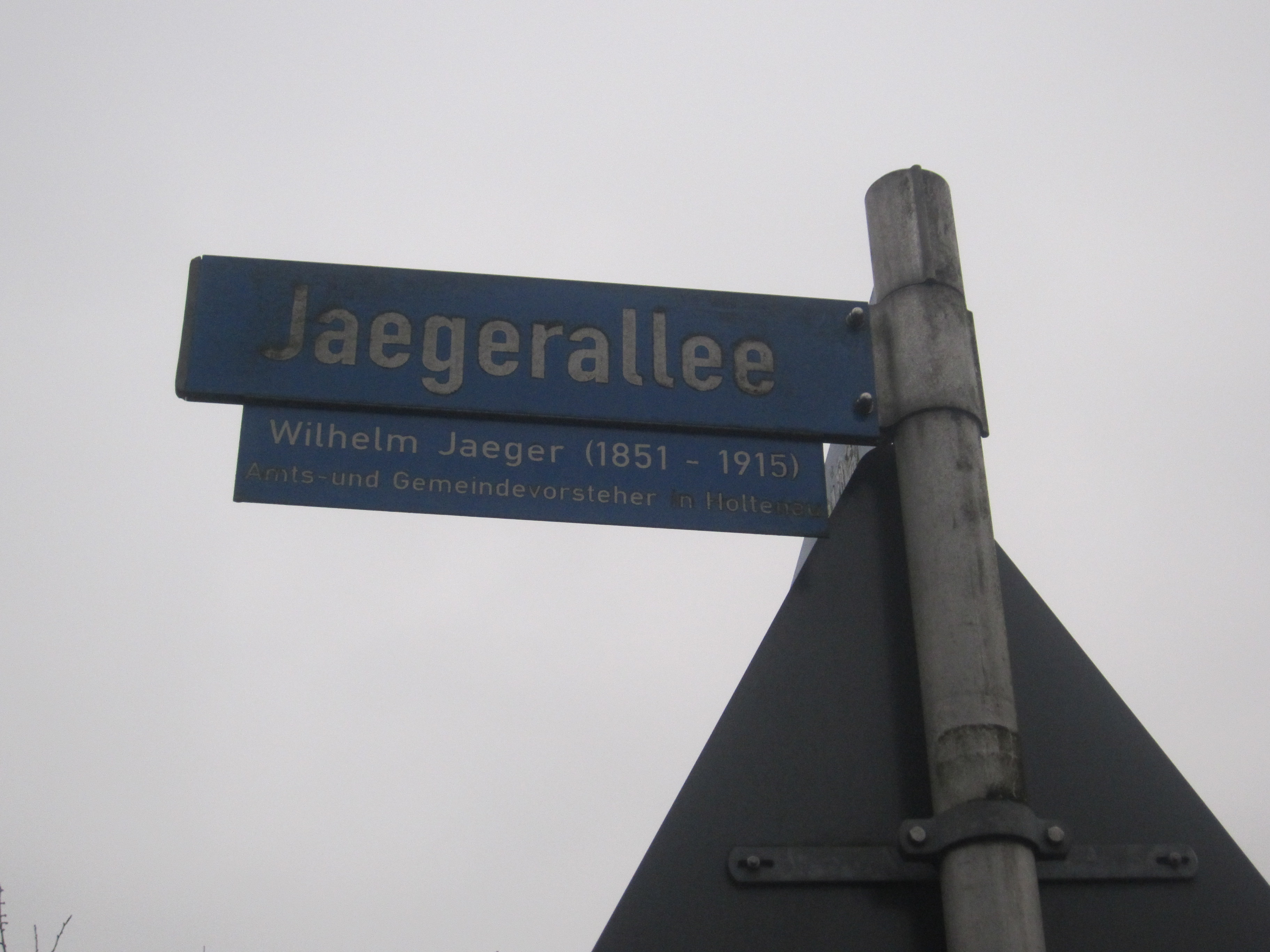
Straßenschild „Jaegerallee“ mit Erklärung

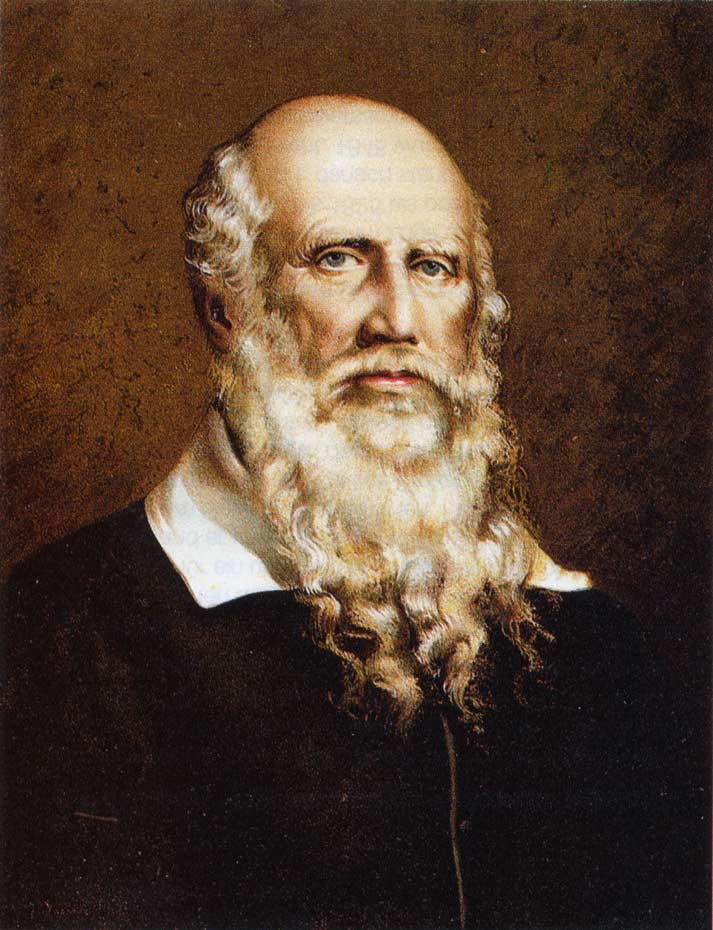
Friedrich Ludwig Jahn

Jachmannstraße, Gaarden-Ost
1904 nach Eduard Karl Emanuel von Jachmann benannt.
Jacobystraße, Wik
1983 nach Dr. Felix Jacoby benannt.
Jaegerallee, Holtenau
angelegt als Jägerstraße, 1922 nach Wilhelm Jäger (1851–1. Mai 1915) Amts- und Gemeindevorsteher in Holtenau und Gutsvorsteher des Eckernförder Kanalgutsbezirkes  benannt.
* Jaegerstraße, Holtenau
1910 im Protokolltext der Gemeinderatssitzung als Jägerstraße erwähnt,  1922 nach Wilhelm Jäger (1851–1. Mai 1915) Amts- und Gemeindevorsteher in Holtenau und Gutsvorsteher des Eckernförder Kanalgutsbezirkes umbenannt.
Jägerhorst, Russee
1970 nach einer Flurbezeichnung benannt.
Jägersberg, Damperhof
1869 nach dem früheren Jägerhof des Herzogs Karl Friedrich von Gottorp benannt.
Jägerstraße, Gaarden-Ost
1877 Name durch Gemeinderat beschlossen.
Jahnstraße, Schreventeich
1900 nach Turnvater Friedrich Ludwig Jahn benannt.
Jakobsleiter, Schilksee
1975 Name mit Begriff aus dem Bereich Schifffahrt festgelegt.
Jasminweg, Elmschenhagen
1953 Name nach Namen der deutschen Flora benannt.
Jensendamm, Damperhof, Altstadt
1881 als Martensdamm angelegt, 1970 nach Prof. Herbert Jensen (27. Oktober 1900 bis 22. März 1968) umbenannt – von 1950 bis 1962 Stadtbaurat in Kiel.
* Jensenstraße, Vorstadt
1857 erstmals im Kieler Stadt- und Adressbuch aufgeführt, heute Gelände der Hauptpost/Stresemannplatz 1, benannt nach Schwen Hans Jensen (1. Dezember 1795 bis 6. März 1855) von 1834 bis 1844 Kieler Bürgermeister.
Jeßstraße, Südfriedhof
1902 nach Theodor Wilhelm Jeß (1839–1891) benannt, Kirchenpropst, Prediger in Kiel von 1869 bis 1891.
Jettkorn; Elmschenhagen
angelegt als Ausbau, 1912 erstmals im Kieler Adressbuch aufgeführt, 1936 in Jettkorn umbenannt.
Jittkrog, Moorsee
2005 nach altem Flurnamen benannt.

## Jo

Johanna Mestorf

Johann Meyer

Joachim-Mähl-Straße, Pries
1940 nach Joachim Mähl benannt.
Joachimplatz, Gaarden-Süd
1904 wurde der Name zur Erinnerung an den Lohgerber Joachim Arp beschlossen – von 1892 bis 1901 Gemeindevorsteher des Dorfes Fürstlich Gaarden.
Joachimsthaler Weg, Elmschenhagen
1939 nach der Stadt Sankt Joachimsthal benannt.
Johanna-Mestorf-Straße, Ravensberg
1979 nach Johanna Mestorf benannt.
Johannesstraße, Gaarden-Ost
1877 nach dem früheren Grundstückseigentümer Landmann Johannes Schnoor benannt, 1903 bis zur Kaiserstraße verlängert.
* Johannesstraße, Hassee
1900 nach dem Besitzer der angrenzenden Ländereien Bäckermeister Johannes Steffens benannt, 1910 in Friesenstraße umbenannt.
* Johannesstraße, Wellingdorf
1894 erstmals im Adressbuch Gaarden-Ost aufgeführt, 1910 in Gabelsbergerstraße umbenannt.
Johann-Fleck-Straße, Ravensberg, Wik
vor 1960 Teil des Bremerskamp, 1960 im Stadtplan eingezeichnet, 1966 erstmals im Kieler Adressbuch aufgeführt, nach dem Besitzer der Kopperpahler Gaststätte Waidmannsruh Johann Fleck (1877–1948) benannt.
Johann-Heuck-Straße, Russee
2004 nach Johann Heuck (1868–1955) benannt – Die Gemeinde Russee verfügte seinerzeit über keinen eigenen Friedhof, so dass Heuck mit der Schenkung zweier Koppeln den Grundstock dafür legte.
* Johannisberg, Ellerbek
1877 im Protokolltext der Gemeinderatssitzung erwähnt – Einteilung der Gemeinde in drei Armenbezirke (der Johannisberg liegt im Bezirk 3), später in Schwanenseepark umbenannt.
Johannisburger Straße, Neumühlen-Dietrichsdorf
1965 nach der Stadt Johannisburg benannt.
* Johann-Meier-Straße, Pries
1920 wurde der Name durch den Gemeinderat beschlossen, 1925 wurde die Straße in Lönsstraße umbenannt.
* Johann-Meyer-Park, Südfriedhof
1949 erstmals im Kieler Adressbuch aufgeführt – nach Johann Meyer benannt – 1970 wurde der Park in die  Moorteichwiese einbezogen.
Johann-Meyer-Straße, Südfriedhof
1909 nach Johann Meyer benannt.
Johannsenweg, Gaarden-Ost
1959 nach Heinrich Johannsen (29. Juli 1864 bis 8. Februar 1947) benannt – Schöpfer der Melodie der Kieler Rathausuhr.
 Johann-Sump-Straße, Holtenau
als Hohe Straße angelegt, 1912 im Protokolltext der Gemeinderatssitzung erwähnt, 1922 nach Johann Sump benannt – Sump vermachte der Gemeinde Holtenau eine Stiftung für arme Witwen.

## Jü

Jütland als Teil der Jütischen Halbinsel

Jütlandring, Mettenhof
1965 nach der dänischen Halbinsel Jütland benannt.
Julienluster Weg, Hasseldieksdamm
1789 noch ohne Namen auf der Topographisch Militärischen Charte des Herzogtums Holstein (1789–1796) Nr. 10 von Major Gustav Adolf von Varendorf eingezeichnet – siehe Karte, 1885 im Protokolltext der Gemeinderatssitzung erwähnt, 1912 erstmals im Kieler Adressbuch aufgeführt, 1991 der Julienluster Weg wurde im Bereich zwischen Melsdorfer Straße und Georg-Feydt-Weg zum Waldweg umgestuft – nach der ehemaligen Gastwirtschaft Julienlust (vorher Uhlenkrog) in Hasseldieksdamm benannt.
Julienstraße, Ellerbek
1871 im Protokolltext der Gemeinderatssitzung als Bleßmann'sche Julienstraße (Privatstraße) erwähnt, 1875 erstmals im Kieler Adressbuch aufgeführt – nach der Tochter des Ziegeleibesitzers Bleßmann benannt (Erbauer der Straße).
Julius-Brecht-Straße, Wellingdorf
1945 als Neustädter Straße angelegt, 1965 nach Julius Brecht umbenannt.
Julius-Fürst-Weg, Friedrichsort
als Lange Straße angelegt, 1923 erstmals im Kieler Adressbuch aufgeführt, 1958 nach dem Maler Julius Fürst (24. April 1861 bis 18. März 1938) umbenannt.
Julius-Leber-Straße, Wellsee
1983 nach Dr. Julius Leber benannt.
Jungfernstieg, Exerzierplatz, Schreventeich
vor 1889 Längs des Jungfernstieges, 1889 wurde der Name Jungfernstieg festgelegt.
Jungmannstraße, Brunswik
1877 nach Major Eduard Julius Jungmann benannt – Verteidiger der Norder-Schanze im Gefecht bei Eckernförde am 5. April 1849.
Justdiek, Moorsee
2005 nach einem alten Flurnamen benannt.